# Шахрай Валерій Петрович
Валерій Петрович Шахрай (нар. 20 травня 1965, Київ, СРСР) — радянський та словенський хокеїст, захисник, словенський хокейний тренер українського походження.

## Ігрова кар'єра
Шахрай Валерій народився 20 травня 1965 року в м. Київ. У 1982 році закінчив київську СШ № 21, пізніше — Київський державний інститут фізичної культури.
Вихованець хокейної школи ХК «Сокіл». Виступав за «Металург», ХК «Блед», ХК «Олімпія».
У 1996 році переїхав у Словенію, де виступав за місцеві клуби. Отримав словенське громадянство та виступав за національну збірну цієї країни. Мешкає в місті Крань (Словенія).
Був головним тренером хокейної збірної Словенії U18 у сезонах: 2005—2006, 2011—2012, 2012—2013 та асистентом головного тренера у сезоні 2010—2011.
Тренує словенські команди, зокрема був тренером ХК «Блед» у 2014—2016 роках.

## Досягнення
У складі київського «Сокола» став фіналістом Кубка Шпенглера 1986 року. У складі національної збірної Словенії брав участь у чемпіонатах світу 1997, 2001 та 2002 років.